# Основни лекарства
Основни, есенциални лекарства (на английски: essential medicines; на руски: основные лекарственные средства), както са определени от Световната здравна организация (СЗО) са онези лекарства, които би трябвало да посрещнат и задоволяват най-важните здравни нужди на по-голямата част от населението. Те трябва да бъдат достъпни в системата на здравеопазването по всяко време, в достатъчно количество и в подходяща форма и дозировка, с добро качество и на цена, достъпна за индивида и за общността.